# Le Grand Macabre
Le Grand Macabre (1974-77, versione riveduta del 1996) è l'unica opera del compositore ungherese György Ligeti. L'opera ha due atti e il suo libretto, basato su La balade du grand macabre del 1934 di Michel de Ghelderode, fu scritto da Ligeti in collaborazione con Michael Meschke, regista del teatro dei burattini di Stoccolma. Il libretto originale fu scritto in tedesco come Der grosse Makaber, ma per la prima rappresentazione fu tradotto in svedese da Meschke con il titolo attuale. L'opera è stata eseguita anche in inglese, francese, italiano, ungherese e danese. È necessario modificare solo alcune note per eseguire l'opera in una di queste lingue.
Le Grand Macabre fu presentato in anteprima a Stoccolma il 12 aprile 1978 ed ebbe più di 30 produzioni. In preparazione di una rappresentazione al Festival di Salisburgo, nel 1996 Ligeti procedette a una sostanziale revisione dell'opera, rafforzandone la struttura attraverso tagli nelle scene 2 e 4, musicando alcuni dei brani originariamente parlati e rimuovendone altri. La versione riveduta fu presentata a Salisburgo il 28 luglio 1997, in un allestimento diretto da Peter Sellars. Il compositore ripudiò pubblicamente l'interpretazione di Sellars che, opponendosi al desiderio di ambiguità di Ligeti, descrisse esplicitamente un'apocalisse ambientata nel disastro di Černobyl'.
Tre arie dell'opera sono state preparate nel 1992 per le esibizioni concertistiche con il titolo Mysteries of the Macabre. Esistono versioni per soprano o per tromba, accompagnate da orchestra, gruppo strumentale ridotto, o pianoforte.

## Stile
Le Grand Macabre viene concepita in un momento in cui lo stile di Ligeti stava subendo un cambiamento significativo, apparentemente portando a una rottura completa con il suo approccio negli anni '60. Da qui in poi Ligeti adotta un modo più eclettico, riesaminando la tonalità e la modalità (nelle sue stesse parole, la musica "non atonale"). Nell'opera, tuttavia, non crea un nuovo linguaggio musicale. La musica è invece guidata dalle citazioni e dal pastiche, "saccheggiando" gli stili del passato attraverso allusioni a Claudio Monteverdi, Gioachino Rossini e Giuseppe Verdi.

## Ruoli
| Ruolo                                                                  | Tipo voce                    | Cast della prima, 12 aprile 1978 (Direttore: Elgar Howarth) |
| ---------------------------------------------------------------------- | ---------------------------- | ----------------------------------------------------------- |
| Piet il Boccale                                                        | tenore buffo                 | Sven-Erik Vikström                                          |
| Amando (Spermando)                                                     | mezzosoprano                 | Kerstin Meyer                                               |
| Amanda (Clitoria)                                                      | soprano                      | Elisabeth Söderström                                        |
| Nekrotzar, le grand macabre La Morte                                   | baritono di carattere        | Erik Saedén                                                 |
| Astradamors                                                            | basso                        | Arne Tyrén                                                  |
| Mescalina                                                              | mezzosoprano drammatico      | Barbro Ericson                                              |
| Venus                                                                  | soprano di coloratura        | Monika Lavén                                                |
| Capo della "Gepopo", la Polizia Politica Segreta                       | soprano di coloratura        | Britt-Marie Aruhn                                           |
| Principe Go-Go                                                         | controtenore (o voce bianca) | Gunilla Slättegård                                          |
| Ruffiack                                                               | basso                        |                                                             |
| Schobiack                                                              | baritono                     |                                                             |
| Schabernack                                                            | basso                        |                                                             |
| Ministro Bianco                                                        | tenore di carattere          |                                                             |
| Ministro Nero                                                          | basso baritono               |                                                             |
| Coro: gente di Breughelland e spiriti, eco di Venere; coro fuori scena |                              |                                                             |

## Orchestrazione
Ligeti richiede un'orchestra molto varia con un vasto assortimento di percussioni nella sua opera:
Legni
3 flauti (il secondo e il terzo raddoppiano l'ottavini)
3 oboi (il secondo raddoppia l'oboe d'amore, il terzo raddoppia il corno inglese)
3 clarinetti in Sib (il secondo raddoppia il clarinetto piccolo in Mib ed il sassofono contralto, il terzo raddoppia il clarinetto basso in Sib)
3 fagotti (il terzo raddoppia il controfagotto)
3 armoniche cromatiche (suonate o dai suonatori di corno o dai batteristi)
Ottoni
4 corni in Fa
4 trombe in Do (la prima e la seconda raddoppiano il trombìni in Re)
1 trombe basse in Do
3 tromboni (tenore, tenore basso e contrabasso)
1 tuba
Percussioni
timpani
percussioni (quattro orchestrali)
Tastiere
celesta (raddoppia il clavicembalo)
grande piano (raddoppia il piano elettronico)
organo elettrico (solo manuale, raddoppia il regale)
Archi
mandolino
arpa
3 violini
2 viole
6 violoncello
4 contrabbassi

### Vari strumenti a percussione
La vasta sezione delle percussioni utilizza una grande varietà di oggetti domestici e strumenti orchestrali tradizionali:
xilofono
vibrafono
glockenspiel
marimba
12 clacson a differenti tonalità
4 carillon
6 Campanello di casa elettrico
2 tamburello basco
tamburo militare
2 rullante
3 bongo
conga
tamburo tenore
tamburo da parata
4 tamburo tom-tom
2 grancassa
2 triangolo
3 crotali
3 piatto sospeso
1 paio di piatti antichi
2 paia di piatto crash
gong
2 tam-tam
campane tubolari
2 campane di chiesa giapponesi
maracas
2 güiro
2 frusta
1 paio di legnetti
1 paio di nacchere
raganella
3 woodblock
log drum
5 temple block
grande mazza
assi di legno
flauto a coulisse
fischietto
fischio del cuculo
fischio segnale
fischio sirena
fischio battello a vapore
2 sirena
2 flexatone
verso dell'anatra
tazze ronzanti
grande sveglia
grande metronomo a piramide
carta (o seta o carta da giornale)
1 paio di blocchi di carta vetrata
macchina del vento
sacchetto di carta
vassoio pieno di stoviglie
casseruola per sugo
pistola
ruggito del leone

## Trama

### Atto 1

#### Scena 1
L'atto si apre con un coro di 12 clacson dissonanti, suonato con altezze e ritmi specificati nella partitura. Questi suggeriscono, molto astrattamente, un paesaggio moderno e arido e un ingorgo di traffico. Alla fine dell'ouverture, Piet the Pot, "da degustatore di vino commerciale" nel paese di Breughelland (dal nome dell'artista che lo ha liberamente ispirato), sembra emettere un lamento da ubriaco, completo di singhiozzi. È accompagnato da fagotti, che diventano lo strumento rappresentativo per il suo personaggio. L'attenzione passa a due amanti, Amanda e Amando, che sono interpretati da due donne anche se rappresentano una coppia di sessi opposti. Nekrotzar, principe dell'Inferno, ascolta gli amanti dal profondo della sua tomba e si unisce sottilmente al loro duetto. Gli amanti, confusi, scoprono Piet e si arrabbiano, credendo che li stia spiando. Piet protesta dicendo che "non ha parlato, quindi chi ha parlato? L'onnipotente?" Gli amanti si nascondono nella tomba per amoreggiare.
Nekrotzar emerge, canta un motivo, esclamando "Va via, tu, botte ripiena! Lecca la terra, cane! Miagola i tuoi ultimi desideri, briccone!" Piet risponde in modo gentile, con confuse dichiarazioni ubriache, finché Nekrotzar finalmente gli intima: "Zitto!". Piet deve diventare schiavo della morte e recuperare tutti i suoi "strumenti" dalla tomba. Mentre le minacce di Nekrotzar si fanno più mortali, Piet li accetta con solo servilità divertita, finché non gli viene detto che la sua gola deve essere "tormentata dalla sete!". Obietta, perché il suo maestro aveva "parlato di morte, non di punizione!" Mentre Nekrotzar spiega la sua missione, accompagnata da gruppi di toni percussivi nell'ottava più bassa del pianoforte e dell'orchestra, un coro si unisce, ammonendo "fai attenzione ora, a mezzanotte morirai". Nekrotzar afferma che distruggerà la terra con una cometa che Dio gli invierà a mezzanotte. Un metronomo solitario, il cui ritmo regolare ignora quello del resto dell'orchestra, si unisce a lui. Nekrotzar, facendo proclami frenetici, indossa il suo equipaggiamento raccapricciante, accompagnato da un'orchestra sempre più caotica, un coro femminile e un trombone basso nascosto su un balcone, il suo strumento caratteristico. Insiste sul fatto che Piet deve essere il suo cavallo, e l'unica protesta di Piet è di fare il suo ultimo grido, "chicchirichì" Mentre loro cavalcano fuori, gli innamorati emergono e cantano un altro duetto, giurando di ignorare completamente la fine dei tempi e godersi la reciproca compagnia.

#### Scena 2
L'atto inizia con un secondo preludio di clacson, che annuncia un cambio di scena nell'abitazione dell'astronomo di corte, Astradamors e della sua moglie sadica, Mescalina. "Uno! Due! Tre! Cinque!" esclama Mescalina, picchiando suo marito con una frusta al ritmo di accordi cromatici mutevoli. Astramadors, vestito da drag queen, prega entusiasticamente per avere più colpi. Lei lo costringe a sollevare la gonna e lo colpisce con un colpo di karate. Convinta di averlo ucciso, inizia a piangere, poi si chiede se sia davvero morto. Chiama un ragno, apparentemente il suo animale domestico, accompagnato da un duo per clavicembalo e organo - Si arresta regalmente. Astradamors si alza, protestando che "i ragni gli danno sempre la nausea". Come punizione per aver tentato di fingere la morte, lei lo costringe a prendere parte a un apparente rituale domestico, una danza ritmica chiamata "il Gallopade". Questo termina con l'astronomo che la bacia dietro, cantando "Dolce domenica" in falsetto.
Mescalina ordina a suo marito di andare al cannocchiale. "Osserva le stelle, a sinistra, a destra, cosa vedi lassù? A proposito, riesci a vedere i pianeti? Sono tutti ancora lì, nell'ordine giusto?" Si rivolge a Venere con un appello appassionato per un uomo migliore, accompagnato da un oboe d'amore. Mentre si addormenta, Astradamors afferma tranquillamente che "farà precipitare l'intero universo nella dannazione, se non altro per liberarsi di lei!" Proprio al momento giusto, arriva Nekrotzar, annunciato dalla sua tromba, mentre Venere parla a Mescalina. Venere informa Mescalina che ha inviato "due uomini" e Nekrotzar fa un passo avanti, sostenendo di essere l'uomo "ben dotato" richiesto da Mescalina. Fanno un amore stilizzato, mentre Venus strilla la sua approvazione e Piet e Astradamors aggiungono il loro commento. Nekrotzar improvvisamente morde il collo di Mescalina, uccidendola e insiste che Piet e il suo nuovo servitore "spostino questa cosa [il suo cadavere] fuori dalla sua strada". Terzine veementi introducono l'umoristico discorso vuoto del trio, "fuoco e morte che porto, bruciando e avvizzendo". Nekrotzar ordina alla sua "brigata" di fare "attenzione" e si preparano a partire per il palazzo reale del Principe Go-go. Prima di farlo, Astradamors distrugge tutto nella sua casa, proclamando "finalmente, sono padrone di casa mia".

### Atto 2

#### Scena 3
L'atto si apre con campanelli e sveglie, scritte nella partitura come i clacson delle auto in precedenza. Questi sembrano rappresentare l'allarme di Breughelland quando la Morte si avvicina. Il sipario si apre nella sala del trono, dove due politici ballano un valzer sbilenco e si scambiano insulti in ordine alfabetico. "Ricattatore, sanguisuga!" "Ciarlatano, zoticone!" "chiacchierone, coniglio!" "Esorcista, egoista!" "Adulatore fraudolento!" Il principe arriva e li prega di anteporre "gli interessi della nazione" all'egoismo. Lo fanno, ma costringono Go-go a montare un gigantesco cavallo a dondolo per la sua "lezione di equitazione". Il rullante porta variazioni della musica come ad una marcia militare, mentre i politici si contraddicono l'un l'altro, dicendo infine al principe "carica di cavalleria!" "Come in guerra!". Go-go, che si riferisce alternativamente a se stesso col plurale maiestatis, dice: "Ci arrendiamo!" e cade da cavallo, al che il ministro nero dice, in modo troppo significativo, "così cadono le dinastie". Il principe ricorda che la guerra è vietata nella loro costituzione, ma i politici proclamano la costituzione come una mera carta inutile. La loro risata maniacale è accompagnata da rumori di vomito dall'ottone basso. Passano a "esercizi di postura: come indossare una corona, con dignità". I politici gli danno consigli più contrastanti mentre Go-go esita, accompagnato dal suo caratteristico strumento, il clavicembalo. Quando Go-go mette la corona, i politici gli ordinano di memorizzare un discorso e firmare un decreto (che aumenta le tasse al 100%), discutendo su ogni questione insignificante per tutto il tempo. Ogni volta che il principe si oppone, minacciano armoniosamente "Mi dimetterò", una possibilità di cui il go-go sembra essere terrorizzato. Il principe è sempre più affamato, così i politici lo tentano con una festa golosissima (alla quale il monarca grasso ma fanciullesco canta un'ode appassionata). Con il cibo in mente, Go-go si afferma finalmente e dice "accetteremo le tue dimissioni" dopo cena.
Gepopo, capo dello spionaggio, interpretato dallo stesso soprano che ha eseguito Venere, si presenta con un esercito di spie e boia. La sua aria altissima e lamentosa consiste in un "linguaggio in codice": parole e frasi martellanti, ripetitive, hackerate. Go-go comprende il messaggio: le persone stanno pianificando un'insurrezione perché temono un grande Macabro. I politici escono sul balcone per cercare di calmare la gente con discorsi, uno dopo l'altro, ma Go-go ride di loro mentre vengono colpiti da lanci di scarpe, pomodori e altri oggetti. Appare sul balcone e la gente è entusiasta, urlando "Il nostro grande leader! Il nostro grande leader! Go Go Go Go!" per più di un minuto. Il loro canto lento viene gradualmente accelerato, ritmicamente e intervallalmente trasformato, soffocando le osservazioni del Principe (solo i suoi gesti sono visibili). Tuttavia, Gepopo riceve un dispaccio (un processo comico in cui ogni spia lo ispeziona e lo autentica con un pantomimo) e avverte Go-go con un linguaggio in più codici che una cometa si avvicina e un vero Macabro si avvicina. I politici cercano di interpretarlo come un allarmismo, ma fuggono prontamente dal palco quando una figura solitaria si avvicina dalla porta della città. Go-go proclama di essere "padrone nella [sua] casa" e chiama "la forza leggendaria, segno distintivo dei Go-go" per i tempi difficili. Gepopo mette in guardia il principe dal chiamare una guardia (nel suo solito stile in "codice"), ma è solo Astradamors, che si precipita a salutare il principe. I due ballano e cantano "Huzzah! Per ora è tutto in ordine!" (un falso finale), ignorando le richieste frenetiche della gente. Una sirena urla e una tromba bassa annuncia un pericolo. A Go-go viene ordinato di andare "sotto il letto, veloce!" Nekrotzar cavalca in silenzio sulla schiena di Piet come se "tutto l'inferno seguisse dal di dietro". La processione prende la forma di una passacaglia, con uno schema ripetitivo in timpani e archi bassi (che riproducono un'imitazione parodica del Movimento 4 dalla Sinfonia "Eroica" di Beethoven), una scordatura di violino (che suona una contorta imitazione de "L'intrattenitore" di Scott Joplin), un fagotto, un clarinetto sopranino e un ottavino in marcia con la processione e lentamente costruiscono materiale musicale nell'orchestra.
"Dolore!" esclama Nekrotzar dal balcone. "Dolore! Dolore!" rispondono le persone terrorizzate. Egli presenta profezie sulla morte come "i corpi degli uomini saranno cantati, e tutti saranno trasformati in cadaveri incantati, e si ridurranno come teste avvizzite!" La sua tromba di basso viene unita sul balcone ad un piccolo gruppo di ottoni, che lo punteggia con due nuovi motivi. Le persone, molte delle quali sono state camuffate per tutto il tempo come membri del pubblico in abiti d'opera, implorano pietà. Piet e Astradamors, che sono alla ricerca di una scusa per bere, chiedono al principe della morte di mangiare alla festa di Go-Go con loro, un "ristorante dall'aspetto regale". Piet suggerisce "prima di iniziare a cenare, consiglio una goccia di vino". La coppia, che, come i suoi servitori, non ha paura di Nekrotzar, balla tutto intorno allegramente insultandolo e incoraggiandolo a bere vino. Lo fa, intonando "possano questi, i succhi spremuti delle mie vittime, servire a rafforzarmi e sostenermi prima della mia azione necessaria". I tre si dissolvono in un dialogo grottesco, timpani e orchestra che martellano inscrutabili note in levare. Nekrotzar dice solo "Up!" più e più volte mentre lui tracanna il vino. Finito di bere e completamente incapace, si lamenta e scherza sulle sue conquiste. "Eliminati grande re e regine a schiera... / nessuno è potuto scampare ai miei artigli! / 
A Socrate la coppa avvelenata! /
A Nerone un coltello nel suo palazzo!" La musica ad archi che ha suonato mentre uccideva Mescalina viene reiterata. La mezzanotte si avvicina, ma Nekrotzar non può alzarsi in piedi. Go-Go emerge dal nascondiglio, viene presentato a "Tsar Nekro" come "Tsar Go-go" e i quattro eseguono sketch comici messi a nudo accompagnati da una musica ridotta. Nekrotzar cerca di montare il cavallo a dondolo, comandando "nel nome dell'Onnipotente, io farò il mondo a pezzi". Conserva solo un briciolo della sua natura in precedenza terrificante, ma la fine del mondo è rappresentata da un ruvido canto funebre in archi seguito da crescenti crescendo e decrescendo nei fiati. La cometa si illumina vivacemente e Saturno cade fuori dal suo raggio nel cielo illuminato del palcoscenico.

#### Scena 4
Accordi calmi e basse armoniche degli archi sono accompagnati da un'armonica in primo piano, che crea la scena per il paesaggio post-cataclismico. Piet e Astradamors, credendo di essere dei fantasmi, fluttuano nel cielo. Emerge Go-Go e crede di essere l'unica persona rimasta in vita, ma "tre soldati, risorti dalla tomba per saccheggiare, razziare e depredare tutto il bene che Dio ha dato" emergono. Ordinano al "civile" di fermarsi e si rifiutano di credere alla dichiarazione di Go-go che è il principe e che darà loro "alte decorazioni, argento e oro e alleggerirà [loro] i doveri ufficiali". Nekrotzar emerge, insoddisfatto, da un carrello rovesciato, ma la sua irritazione e confusione che alcune persone sembrano essere sopravvissute viene presto rimpiazzata dal terrore mentre Mescalina emerge dalla tomba. Gruppi di toni grezzi dei fiati e delle percussioni danno il via alla scena grossolana della caccia, a cui si uniscono Go-go, i soldati e i politici, trascinati da uno dei soldati con una corda. Proclamano la loro innocenza, ma Mescalina li accusa di tutti i tipi di atrocità, e loro gettano fango contro di lei. "Ma chi ha inventato il colpo di stato militare?" "Sì, e chi ha inventato fosse comuni?" C'è una massiccia lotta frenetica e tutto crolla. Astradamors e Piet fluttuano lì vicino e Go-go li invita a bere un bicchiere di vino. "Abbiamo sete, quindi stiamo vivendo!" realizzano mentre affondano di nuovo a terra. Nekrotzar è sconfitto; sono tutti sopravvissuti. In un curioso "canone di specchi" per archi, si restringe fino a diventare infinitamente piccolo e scompare. Il finale presenta tutti gli accordi tonali disposti in un ordine imprevedibile. Gli amanti escono dalla tomba, vantandosi di ciò che hanno fatto bene. L'intero cast incoraggia il pubblico: "Non temere di morire, brave persone tutte, nessuno sa quando verrà la sua ora. Addio nell'allegria, addio!"

## Atti e scene

### Atto 1

#### Scena 1
1. Car Horn Prelude

2. Scene One: Dies Irae

3. Away, you swag-pot! 

4. Shut up!
5. Oh...! – Amanda! Can do no more!

6. Ha-ha-ha-ha! Hey! Give me my requisites, slave

7. Melting snow is thy breast

8. Second Car Horn Prelude

#### Scena 2
9. One! Two! Three! Five!

10. Shapely and attractive figure

11. Venus! Venus!

12. Stop! – Sh!... Quiet, for heaven's sake!

13. Who's there? A Man? – A Man!

14. Finale: Fire and death I bring

### Atto 2

#### Scena 3
1. Door Bell Prelude

2. Arse licker, arse-kisser!

3. Posture exercises!

4. Tsk... – Pssst! Ha! Head of my Secret Service

5. Ahh! ...Secret cypher!

6. Hurray, hurray! My wife is dead, hurray!
7. Nekrotzar's Entrance

8. Woe! Ooh! For the day of wrath

9. There's no need to fear

10. Up! – Drink! – Up!

11. Galimatias: Hmm! It's delicious

12. Where am I? What time is it?

#### Scena 4
Interludio

13. Scene Four: Ghost Astradamors, are you dead?

14. Mirror Canon

15. Finale. Passacaglia: Ah, it was good

## Registrazioni
- Ligeti, György. Szenen und Zwischenspiele aus der Oper Le grand macabre. Incisione del 1979. Inga Nielsen (soprano), Olive Fredricks (mezzosoprano), Peter Haage (tenore), Dieter Weller (baritono), Chorus and Orchester of the Danish Radio, Copenhagen, diretta da Elgar Howarth. LP recording. Wergo WER 60 085, Mainz: Wergo, 1980.
- Ligeti, György. Scènes et interludes du grand macabre (1978 version, part 1). Inga Nielsen (soprano), Olive Fredricks (mezzosoprano), Peter Haage (tenore), Dieter Weller (baritono), Nouvel orchestre philharmonique de Radio France, diretta da Gilbert Amy. In Musique de notre temps: repères 1945–1975, CD no. 4, track 3. Adès 14.122–2. [N.p.]: Adès, 1988.
- Ligeti, György. Le grand macabre: Oper in zwei Akten (vier Bildern): (1974–1977). Incisione del 16 October 1987, cantata in tedesco. Dieter Weller (baritono), Penelope Walmsley-Clark (soprano), Olive Fredricks (mezzosoprano), Peter Haage (tenore), il coro ORF, Arnold Schoenberg Choir (Erwin Ortner, maestro del coro), the Gumpoldskirchner Spatzen (Elisabeth Ziegler, maestro del coro), e la ORF Symphony Orchestra, diretta da Elgar Howarth. Wergo 2-CD set WER 286 170–2 (box); WER 6170-2 (CD 1); WER 6171-2 (CD 2). Mainz: Wergo, 1991.
- Ligeti, György. Le grand macabre (versione del 1997, in quattro scene). Incisione dal vivo al Théâtre du Châtelet, Paris, France, 5–13 February 1998. Sibylle Ehlert e Laura Claycomb (soprani), Charlotte Hellekant e Jard van Nes (mezzosoprani), Derek Lee Ragin (controtenore), Graham Clark e Steven Cole (tenori), Richard Suart, Martin Winkler, Marc Campbell-Griffiths e Michael Lessiter (baritoni), Willard White e Frode Olsen (bassi), London Sinfonietta Voices, Philharmonia Orchestra, diretta da Esa-Pekka Salonen. 2-CD set. Sony S2K 62312. György-Ligeti-Edition 8. [N.p.]: Sony Music Entertainment, 1999.
- Deutscher Musikrat. Musik in Deutschland 1950–2000, Musiktheater 7: Experimentelles Musiktheater, CD 2: Meta-Oper. Experimentelles Musiktheater. 1 CD recording. RCA Red Seal BMG Classics 74321 73675 2. Munich: BMG-Ariola, 2004.

György Ligeti: Le grand macabre: Oper in vier Bildern (1974–77, versione del 1996, estratti, Incisione del 1998). Caroline Stein (soprano: Venus), Gertraud Wagner (mezzosoprano: Mescalina). Brian Galliford (tenore: Piet vom Faß), Monte Jaffe (baritono), Karl Fäth (basso), Niedersächsisches Staatsorchester Hannover, Chor der Niedersächsischen Staatsoper, diretta da Andreas Delfs. (Il CD comprende anche estratti da Aus Deutschland di Mauricio Kagel, Europeras 1 & 2 di John Cage e Aventures für 3 Sänger und 7 Instrumentalisten di Ligeti.
- Ligeti: Le Grande Macabre (Barcelona 2011) Chris Merritt, Barbara Hannigan Gran Teatre Del Liceu/ La Fura Dels Baus/ Arthaus DVD 2012

### Ulteriori letture
- Bernard, Jonathan W. 1999. "Ligeti's Restoration of Interval and Its Significance for His Later Works". Music Theory Spectrum 21, no. 1 (Spring): 1–31.
- Cohen-Levinas, Danielle. 2004. "Décomposer le text ou comment libérer la langue au XXe siècle". In La traduction des livrets: Aspects théoriques, historiques et pragmatiques, edited by Gottfried R. Marschall and Louis Jambou, 607–12. Musiques/Écritures: Série études. Paris: Presses de l'Université de Paris-Sorbonne. ISBN 2-84050-328-X.
- Delaplace, Joseph. 2003. "Les formes à ostinato dans Le grand macabre de György Ligeti: Analyse des matériaux et enjeux de la répétition". Musurgia: Analyse et pratique musicales 10, no. 1:35–56.
- Dibelius, Ulrich. 1989. "Sprache—Gesten—Bilder: Von György Ligetis Aventures zu Le grande macabre". MusikTexte: Zeitschrift für Neue Musik, nos. 28–29:63–67.
- Edwards, Peter. 2016. György Ligeti's Le Grand Macabre: Postmodernism, Musico-Dramatic Form and the Grotesque. Abingdon and New York: Routledge. ISBN 147245698X
- Fábián, Imre. 1981. "'Ein unendliches Erbarmen mit der Kreatur'. Zu György Ligetis Le grand macabre". Österreichische Musikzeitschrift, 36, nos. 10–11 (October–November) 570–72.
- Kostakeva, Maria. 1996. Die imaginäre Gattung: über das musiktheatralische Werk G. Ligetis. Frankfurt am Main and New York: Peter Lang. ISBN 3631486804.
- Kostakeva, Maria. 2002. "La méthode du persiflage dans l'opéra Le grand macabre de György Ligeti". Analyse Musicale, no. 45 (November): 65–73.
- Ligeti, György. 1978. "Zur Entstehung der Oper Le grand macabre". Melos/Neue Zeitschrift für Musik 4, no. 2:91–93.
- Ligeti, György. 1997. "À propos de la genèse de mon opéra". L'avant-scène opéra, no. 180 (November–December): 88–89.
- Lesle, Lutz, and György Ligeti. 1997. "Unflätiger Minister-Gesang im Walzertakt: Lutz Lesle sprach mit György Ligeti vor der uraufführung seiner revidierten Oper Le grand macabre". Neue Zeitschrift für Musik 158, no. 4 (July–August): 34–35.
- Michel, Pierre. 1985. "Les rapports texte/musique chez György Ligeti de Lux aeterna au Grand macabre". Contrechamps, no. 4 "Opéra" (April): 128–38.
- Roelcke, Eckhard, and György Ligeti. 1997. "Le grand macabre: Zwischen Peking-Oper und jüngstem Gericht". Österreichische Musikzeitschrift 52, no. 8 (August): 25–31.
- Sabbe, Herman. 1979. "De dood (van de opera) gaat niet door". Mens en Melodie (February): 55–58.
- Seherr-Thoss, Peter von. 1998. György Ligetis Oper Le grand macabre: erste Fassung, Entstehung und Deutung: von der Imagination bis zur Realisation einer musikdramatischen Idee. Hamburger Beiträge zur Musikwissenschaft 47. Eisenach: Verlag der Musikalienhandlung K.D. Wagner. ISBN 3889790798.
- Toop, Richard. 1999. György Ligeti. Twentieth-Century Composers. London: Phaidon Press. ISBN 0714837954.
- Topor, Roland. 1980. Le grand macabre: Entwürfe für Bühnenbilder und Kostüme zu György Ligetis Oper. Diogenes Kunst Taschenbuch 23. Zurich: Diogenes. ISBN 3257260237.